# Anthurium carneospadix
Anthurium carneospadix är en kallaväxtart som beskrevs av Adolf Engler. Anthurium carneospadix ingår i släktet Anthurium och familjen kallaväxter. Inga underarter finns listade.